# Мегреладзе, Мераб Надарьевич
Мераб Надарьевич Мегреладзе (груз. მერაბ მეგრელაძე; 26 января 1956, Махарадзе, Грузинская ССР, СССР — 24 января 2012, Кутаиси) — советский и грузинский футболист, нападающий. Мастер спорта (1980).

## Карьера

### Клубная
Воспитанник ДЮСШ Махарадзе. Выступал на позиции нападающего.
Профессиональную карьеру начал в «Гурии» из Ланчхути, за которую выступал во второй и первой лиге чемпионата СССР в 1977—1981 годах. В 1979 году стал одним из лучших бомбардиров Второй лиги чемпионата СССР, забив 31 гол в 46 матчах. В следующем сезоне снова проявил хорошую скорострельность, поразив ворота соперников 20 раз в 42 поединках. Был лидером команды в атакующих действиях.
В 1982 году перешёл в кутаисское «Торпедо», завоевавшее путёвку в высшую лигу чемпионата СССР. С 1982 по 1986 год выступал в составе грузинских автозаводцев, куда ещё не раз вернётся. Стал одним из лучших бомбардиров в истории «Торпедо».
В 1987 году вернулся в «Гурию», которая по итогам сезона покинула высшую лигу, а сам Мегреладзе сумел отличиться одним голом в 20 матчах чемпионата СССР.
С 1987 по 1990 год провёл в кутаисском «Торпедо». Затем в его карьере были такие клубы, как шведский ИФК (Хольмсунд), грузинские «Гурия», «Самгурали», «Маргвети» и «Торпедо» (Кутаиси). Завершал футбольную карьеру в 43-летнем возрасте 1999 году в российском «Чкаловце».
За время своей продолжительной карьеры достиг уникального результата, забив 343 гола в 665 матчах чемпионатов СССР, Грузии и Швеции.

### Дата смерти
Некоторые источники информации озвучили дату смерти Мераба Мегреладзе 25 января 2012 года, но как и в случае с Виталием Дараселией, спортивный журналист Виктор Хохлюк опроверг неправильную дату смерти футболиста во время интервью с его сыном Гией Мегреладзе:

— Задам необходимый для уточнения неприятный вопрос: в англоязычной, грузинской и других версиях Википедии указана дата смерти 25 января 2012 года. Когда на самом деле умер твой отец, Гия?
— Я знаю, что в Википедии стоит неверная дата смерти моего отца. Папа умер 24 января 2012 года. Получилось так, что кто-то из журналистов первоначально распространил неправильную информацию, другие не проверили и теперь такое неприятное недоразумение… Для нашей семьи его смерть стала было большим ударом. Он не дожил два дня до своего 56-летия. Надеюсь, что теперь исправят.

## Достижения
- Серебряный призёр чемпионата Грузии (2): 1991, 1996 годов.
- Бронзовый призёр чемпионата Грузии 1994 года.
- Победитель второй лиги СССР (4 зоны) 1979 года.
- Серебряный призёр второй лиги СССР (4 зоны) 1978 года.
- Лучший бомбардир чемпионатов Грузии (2): 1993, 1994 годов.
- С голевым результатом 41 забитый мяч является рекордсменом чемпионатов Грузии.